# Port lotniczy Florianópolis
Port lotniczy Floraniópolis – międzynarodowy port lotniczy obsługujący miasto Florianópolis w Brazylii, położony 14 kilometrów na południe od centrum.

## Linie lotnicze i połączenia[1]
| Linia lotnicza        | Kierunek |
| --------------------- | --- |
| Aerolíneas Argentinas | 1. Buenos Aires-Jorge Newbery 2. Córdoba |
| Air Labrador          | 1. Buenos Aires-Ezeiza |
| Azul                  | 1. Belo Horizonte 2. Chapecó 3. Foz do Iguaçu 4. Kurytyba 5. Montevideo 6. Passo Fundo 7. Porto Alegre 8. São Paulo                          |
| Flybondi              | 1. Buenos Aires-Ezeiza 2. Buenos Aires-Jorge Newbery                                                                                         |
| Gol                   | 1. Buenos Aires-Ezeiza 2. Buenos Aires-Jorge Newbery 3. Brasília 4. Caxias do Sul 5. Córdoba 6. Rio de Janeiro-Galeão 7. São Paulo-Congonhas |
| Jetsmart              | 1. Santiago |
| LATAM                 | 1. Brasília 2. Rio de Janeiro-Santos Dumont 3. Santiago 4. São Paulo-Congonhas                                                               |
| Paranair              | 1. Asunción |
| Sky Airline           | 1. Montevideo 2. Santiago |